# ブラッド・ジョンソン (アメリカンフットボール)
ブラッド・ジョンソン（Brad Johnson 1968年9月13日- ）はジョージア州マリエッタ出身の元アメリカンフットボール選手。15シーズンに渡りNFLの4チームで先発QBとしてプレーした。この間タンパベイ・バッカニアーズに在籍中、第37回スーパーボウルで先発QBとして優勝を果たした。ポジションはクォーターバック。ニックネームは精密なプレーぶりからチェックダウンチャーリー。

## 経歴
先発QBとしてNFLの4チームで72勝53敗の成績を残し1995年から2007年までは13年間連続でパス成功率は60%を越えた（これはNFL記録で2位はペイトン・マニングが2009年まで継続している11年間。）。3000ヤード以上獲得したシーズンは5回を数えた。

### プロ入りまで
ノースカロライナ州ブラックマウンテンの高校時代にはアメリカンフットボールとバスケットボールでオールアメリカンに選出された。フロリダ州立大学に進学したが先発QBの座を獲得することはなくバスケットボールでもプレーを続けていた。

### ミネソタ・バイキングス
1992年のNFLドラフト9巡目でミネソタ・バイキングスに指名されて入団した。1996年にエースQBのウォーレン・ムーンが負傷欠場するまではほとんどプレーする機会は与えられずNFLヨーロッパなどに派遣された。同年先発出場8試合を含む12試合に出場し週間MVPに2度選ばれる活躍を見せてNFC3位のQBレイティング89.4の数字を残した。1997年にはエースQBとなりNFC4位のレイティング、20タッチダウン、3036ヤードを投げたが13試合目でシーズン絶望となる怪我を首に受けた。カロライナ・パンサーズ戦では自身の投げたパスが相手ディフェンスにはたかれ、それを自らキャッチしタッチダウンに結びつけるというNFL史上初の珍しいプレーを達成した。
1998年も開幕からエースQBとして先発出場したが第2週に足を負傷し第10週に復帰するまで欠場した。しかしその試合の第3Qに親指を負傷し残り試合での出場は限定的なものとなった。この年残りの試合で先発出場したのがランドール・カニンガムでカニンガムはQBレイティングで106.0という驚異的な数字でこの年NFLトップの成績を残しチームは15勝1敗でシーズンを終えた。この結果、デニス・グリーンヘッドコーチの決断により彼はワシントン・レッドスキンズにドラフト1巡目指名権、将来の2巡、3巡指名権と引換えにトレードされた。しかしカニンガムは翌1999年開幕から2勝4敗の成績となり控えQBのジェフ・ジョージが残り試合を8勝2敗で終えバイキングスはかろうじてプレーオフに出場した。しかしそのジョージもシーズン終了後、ワシントン・レッドスキンズからの好契約のオファーを受けてバイキングスを退団、2000年にはダンテ・カルペッパーが先発QBとなった。
バイキングスでは46試合に先発し、28勝をあげた。

### ワシントン・レッドスキンズ
1999年彼は4005ヤード、24タッチダウン、13インターセプトの成績でQBレイティングは90.0となりプロボウルに初めて選ばれた。パス成功数316回はチーム記録、4005ヤードは歴代2位の記録であった。チームはプレーオフ出場を果たしデトロイト・ライオンズを初戦で破り翌週タンパベイ・バッカニアーズに1点差で敗れた。2000年にはタッチダウン数よりインターセプト数が多くなりチーム成績は8勝8敗、翌シーズンからの先発QBにはジェフ・ジョージが指名され彼はタンパベイ・バッカニアーズにトレードされた。翌2001年ジョージはNFL最低の成績で開幕から連敗したところでトニー・バンクスにポジションを奪われた。

### タンパベイ・バッカニアーズ
ミネソタ・バイキングスの元アシスタントコーチだったトニー・ダンジーがヘッドコーチを務めるバッカニアーズに加入した彼は獲得ヤード数3,406ヤード、パス成功数340、パス試投数540とチーム記録を塗り替えた。2002年には3,049ヤードを投げて22タッチダウン、6インターセプト、NFCトップのQBレイティング92.9（バッカニアーズのQBがNFCトップとなったのは初めて）を残し2度目となるプロボウルに選出された。またチームを初のスーパーボウル出場に導き、翌2003年1月に行われた第37回スーパーボウルでは2タッチダウンパスを決めてチームは48-21でオークランド・レイダースを破り優勝を果たした。このシーズンに残した22タッチダウン、パス成功率62.3%、被インターセプト率1.3%、187パス連続でインターセプトなしはチーム記録であった。
2003年に行われたクォーターバック・チャレンジ（パスの正確性、機動力、遠投能力、ノーハドルでのプレイを競う）ではトム・ブレイディ、マット・ハッセルベック、ジェフ・ガルシア、マーク・ブルネル、マーク・バルジャー、バイロン・レフトウィッチ、ジョーイ・ハリントンらを破り優勝した。この年彼は3.811ヤード、26タッチダウンとチーム記録を更新する活躍を見せたがインターセプトも21回と増えてしまった。2004年には開幕から4試合目でここ15試合の成績が4勝11敗と低迷したため控えQBのクリス・シムズが先発するようになり、シムズが負傷した後は第3QBのブライアン・グリーシーが先発QBとなり彼の役割は限定的なものとなった。これにはサラリーキャップの問題がありシーズン終了と共に彼はチームから解雇された。彼は先発QBとして活躍出来るチームを探したが見つけることはできず、7シーズンぶりにキャリアを開始したミネソタ・バイキングスに控えQBとして入団した。

### ミネソタ・バイキングスへの復帰
2005年、チームには3回プロボウルに選ばれたエースQBダンテ・カルペッパーがいたがランディ・モスが移籍しセンターのマット・バークを負傷で失うとチームオフェンスは振るわず最初の7試合を2勝5敗としカルペッパーも負傷した。ジョンソンがチームの先発QBに代わると残り試合を6連勝を含み7勝2敗の成績で終え、チームはプレーオフを1ゲーム差で逃した。この成績には緩やかなスケジュールやインターセプト数、リターンヤードでNFLトップとなったディフェンスやスペシャルチームの活躍もあったが彼は被インターセプト率1.3%というチーム記録を残し強力なディフェンスを持つシカゴ・ベアーズ（リーグ2位）、ボルチモア・レイブンズ（リーグ4位）、ピッツバーグ・スティーラーズ（リーグ5位）、グリーンベイ・パッカーズ（リーグ7位）との試合を制した。QBレイティングはNFC3位となり、この年プロボウルに選出された3人のQBのいずれよりも高かった。また37歳という年齢ながら29歳のペイトン・マニングと並び40ヤード以上のパスを6本決めた（なおマニングより出場試合数が7試合少なかった。）。
2006年もバイキングスの先発QBを務めリーグでは最年長のQBとなった。彼のクイックリリースによるパスは新ヘッドコーチとなったブラッド・チルドレスのウェストコーストオフェンスにマッチしていると考えられた。プレシーズンゲームでも好成績をあげて先発QBとしてシーズンに臨んだが前年のカルペッパー未満の成績しか残せずレッドゾーンでの攻撃はNFL最低のものとなった。2007年2月28日彼はチームから解雇され後任はタバリス・ジャクソンが務めることとなった。

### ダラス・カウボーイズ
2007年3月6日にダラス・カウボーイズと3年契約を結びトニー・ロモの控えQBとなった。同年のプレー時間はわずかだったが2008年、ロモが第6週のアリゾナ・カージナルス戦で右手の指を負傷すると続く3試合に先発出場した。第7週のセントルイス・ラムズ戦ではパス34回中17回成功、234ヤード、1タッチダウン、3インターセプト、1ファンブルロストの成績でチームは14-34で敗れた。第8週のタンパベイ・バッカニアーズ戦ではパスをロイ・ウィリアムスへのみしか通せず122ヤード1タッチダウン、トータルオフェンスも172ヤードしか獲得できなかったが13-9と勝利した。第9週のニューヨーク・ジャイアンツ戦ではパス11回中5回成功71ヤード、2インターセプトの成績で後半からは第3QBのブルックス・ボリンジャーに交代させられた。2009年2月26日にチームから解雇された。その後現役引退している。

## 評価
- 元チームメートのショーン・ソールズベリによれば彼は大きな体格と強肩を持つだけでなく正確なパス能力を身につけたQBであると評された。